# Żerzyno (przystanek kolejowy)
Żerzyno - zliwkwidowany w 1945 roku przystanek osobowy w Żerzynie, w gminie Resko, w powiecie łobeskim, w województwie zachodniopomorskim, w Polsce.